# Lancia Thesis
2.4 20V (бензин)

3.0 24V V6 (бензин)

3.2 24V V6 (бензин)

Lancia Thesis (заводська назва Type 841) - автомобіль бізнес-класу, що вироблявся італійською компанією Lancia з 2002 по 2009 роки. Lancia Thesis прийшов на зміну Lancia Kappa і мав атмосферні і турбонаддувні двигуни об'ємом від 2,0 до 3,2 літра в конфігураціях рядні 5-циліндрові і V-подібні 6-циліндрові.

## Опис

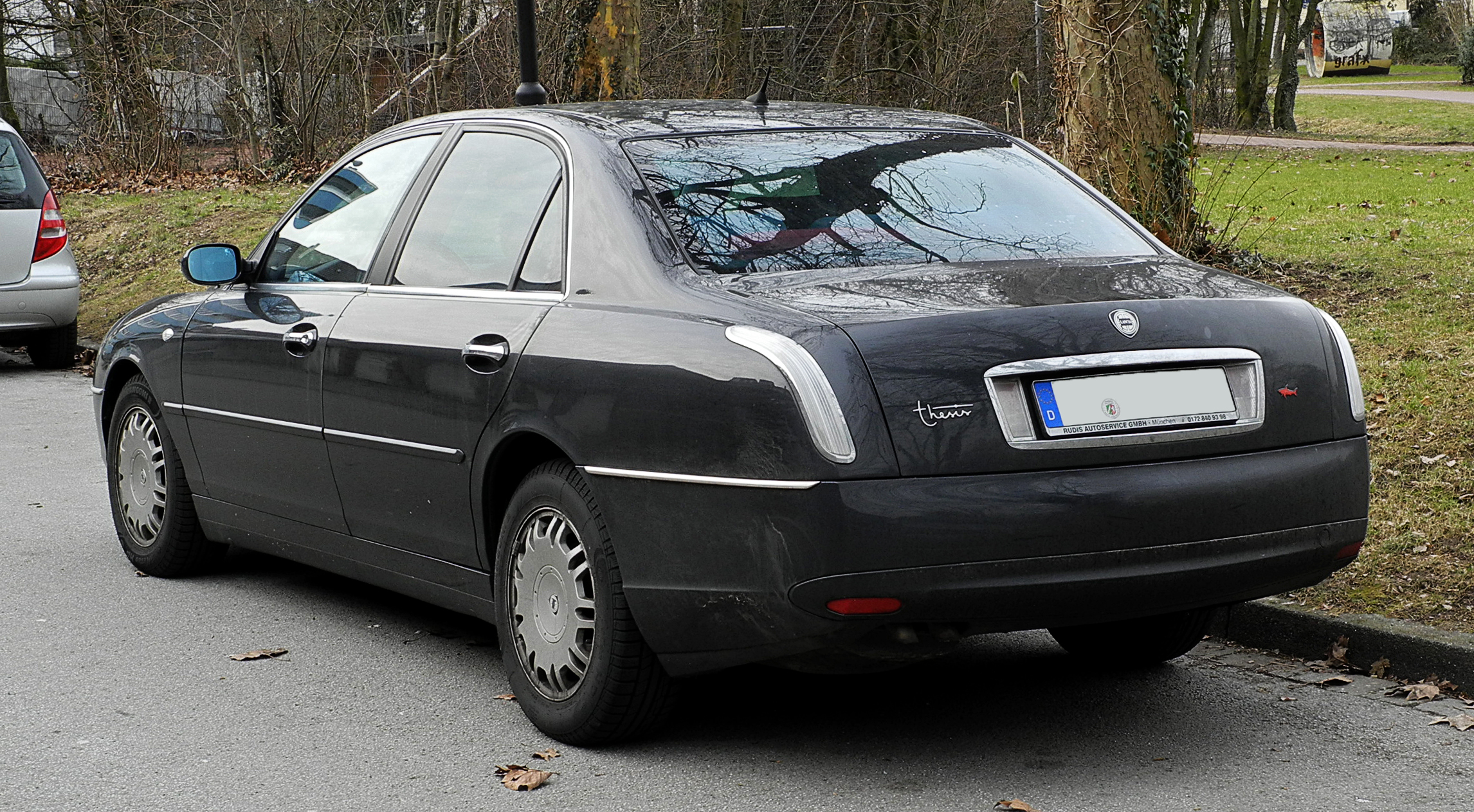
Lancia Thesis

Назва Thesis була вибрана, щоб нагадати ім'я знаменитої моделі Lancia Thema, одного з найуспішніших флагманів в історії бренду. Стилістична концепція була досить оригінальною і передбачала відчуття сімейного затишку, орієнтованого на округлі форми та оздоблення численним хромуванням.
Thesis, по суті, став серійним автомобілем на основі концепт-кара Lancia Dialogos, що з'явився в 1998 році. Представлений автомобіль був на Женевському автосалоні в березні 2001 року, а його інтер'єр був показаний на Франкфуртському автосалоні в листопаді того ж року.
Офіційне виробництво почалося в 2002 році і протягом перших кількох місяців відбувалося на заводі Fiat у Рівальті, перш ніж його було продано. Потім виробництво перенесли до туринського заводу в Мірафіорі, який у минулому вже займався складанням седана Lancia Thema. Вироблено було 15941 автомобіль.

## Прототипи

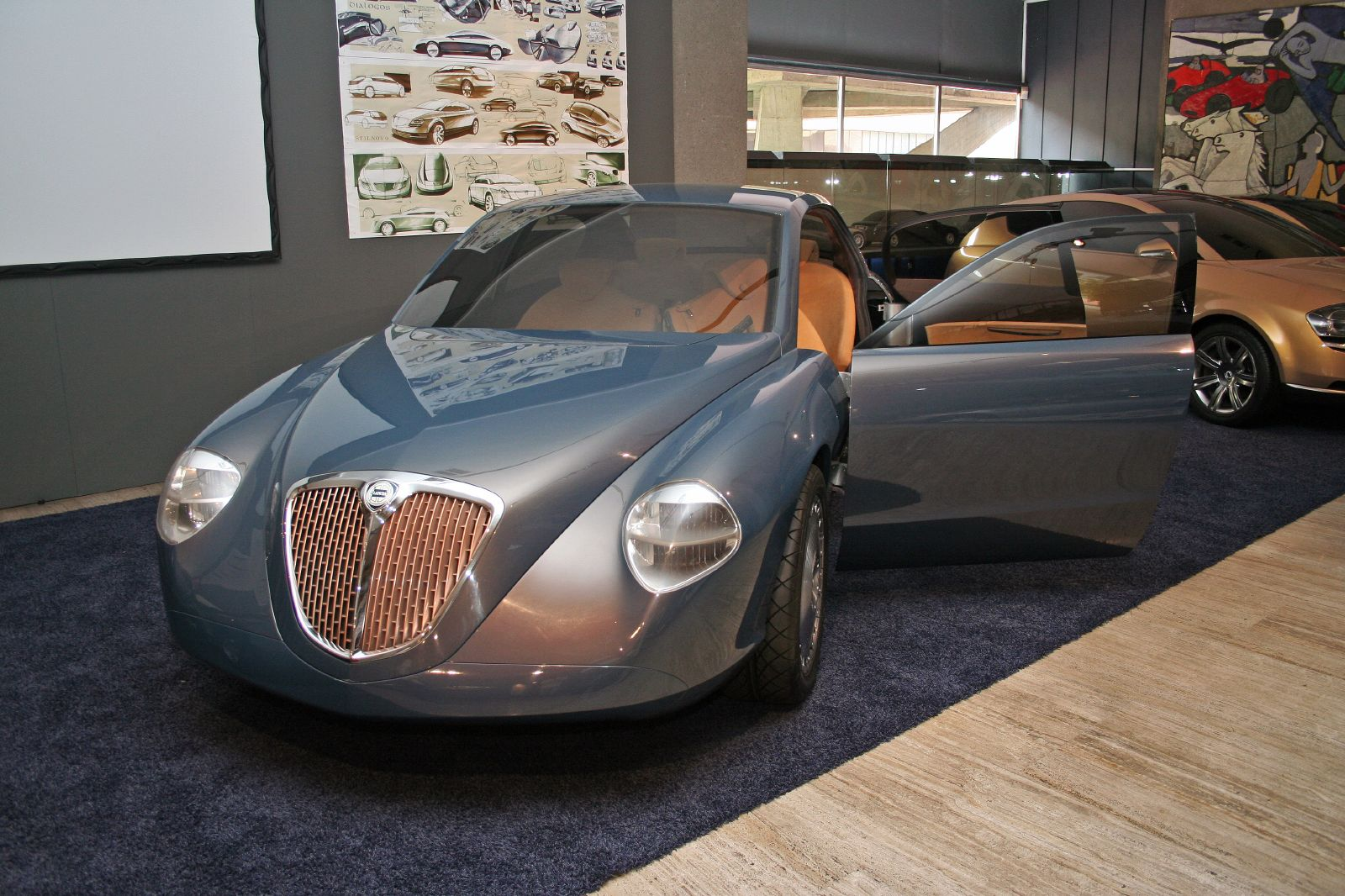
Прототип Lancia Dialogos в Lancia Style Center (1998 р.)

Концепція Lancia Thesis народилася з проекту "Type 841" 1997 року і кілька разів обговорювалася як вищим керівництвом, так і самим головним дизайнером Майком Робінсоном.
Насправді в той час у Mirafiori Style Center було представлено три концептуальні автомобілі, а саме Tikal, Agora та Arca, з яких лише один за результатами внутрішнього опитування компанії був обраний для подальшої розробки та втілення.

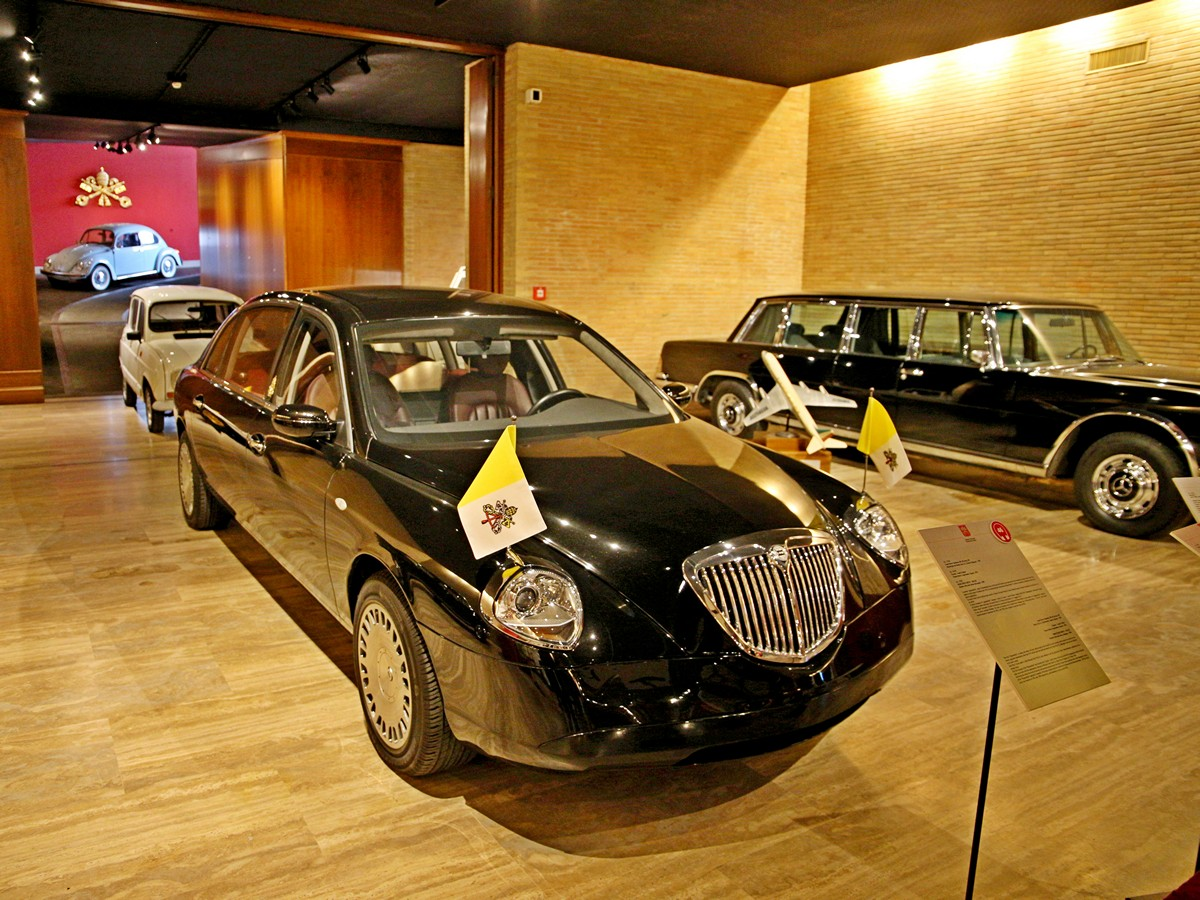
Папамобіль Lancia в музеї Ватикану

Переможна Agora зазнала естетичних змін, оскільки спочатку це була велика двооб’ємна модель, натхненна першими седанами, виробленими компанією у 1930-х роках і згодом перейменована на Lancia Dialogos - напівповний прототип триоб’ємного седана з дверима, що відчиняються проти ходу та містив передові технології. 
Lancia Dialogos користувався великою популярністю серед вищого керівництва Fiat Group, і в 2000 році навіть була створена версія під назвою "Jubilee" для Папи Римського Івана Павла II.

## Дизайн

### Екстер'єр

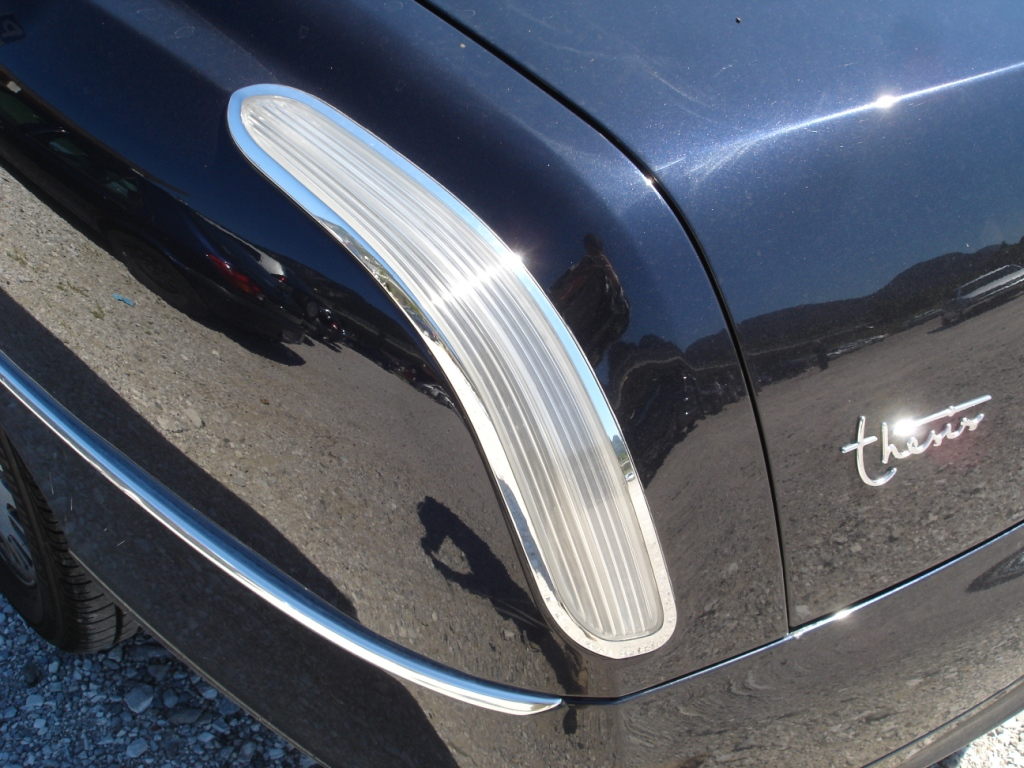
Задній ліхтар Lancia Thesis

З естетичної точки зору, кузов Thesis був розроблений Майком Робінсоном з оглядом на дизайн давніх моделей Lancia, наприклад, седани Aurelia та Flaminia, вироблені в 1950-х і 1960-х роках.
Lancia Thesis — це великий розкішний автомобіль довжиною трохи менше п’яти метрів, який демонструє певні мотиви: високий передок, довгий капот і загнутий клиноподібний зад. Однак ці риси відразу компенсуються плавними кривими та чіткими кутами, поєднаними в абсолютно новій стилістичній мові.

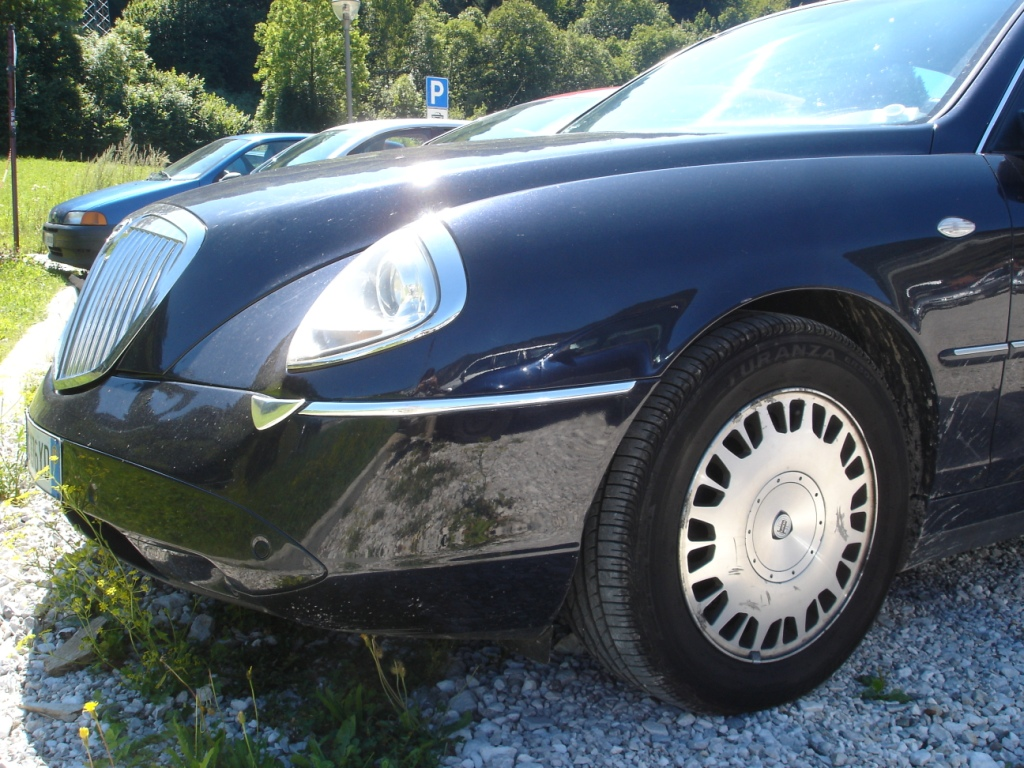
Lancia Thesis

Автомобіль емоцій, який без вагань відмовляється від раціоналізму та візуальної скупості на користь великої та високої решітки радіатора і ромбовидних фар. Передні фари розділені решіткою радіатора й оточені скульптурними стрункими крилами.

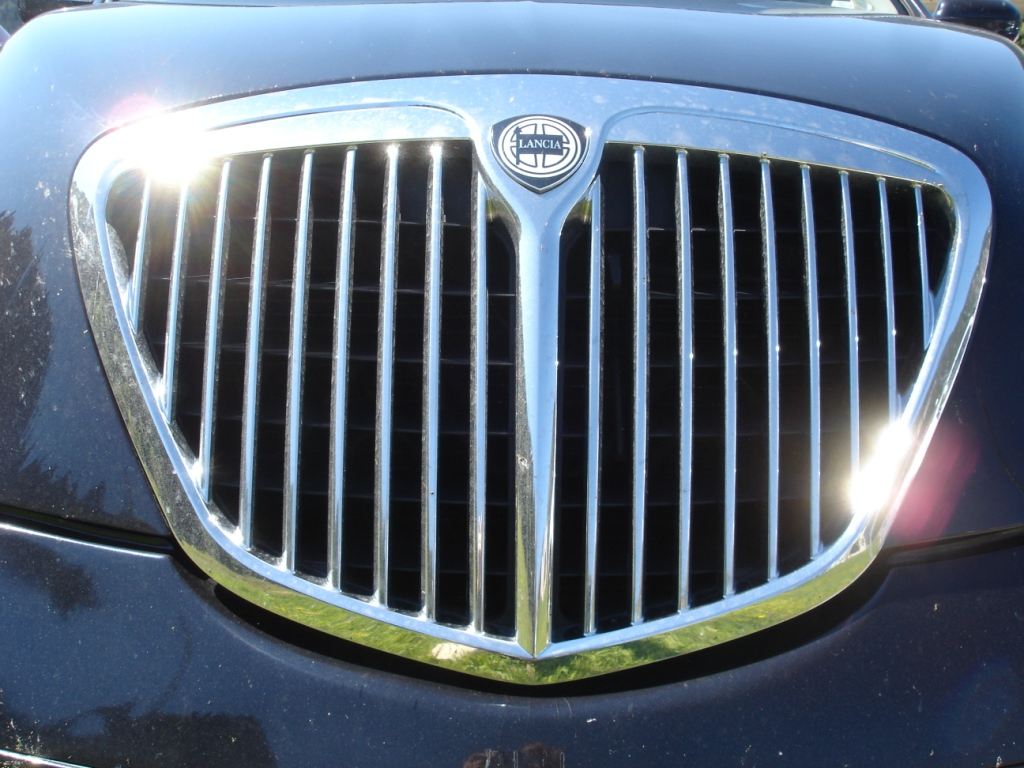
Решітка радіатора Lancia Thesis

Нова інтегрована передня частина замінює звичайні виступаючі бампери і відмовляється від поділу передньої частини на «верхню» і «нижню». Результатом є новий вертикальний поділ: крило, решітка, крило.
Збоку Lancia Thesis також відрізняється чистотою та лаконічністю. Бічна лінія починається від переднього крила і проходить безперервно вздовж поясної лінії автомобіля від фари до заднього ліхтаря. Таким чином, це допомагає посилити ефект лімузина, подовжуючи автомобіль.

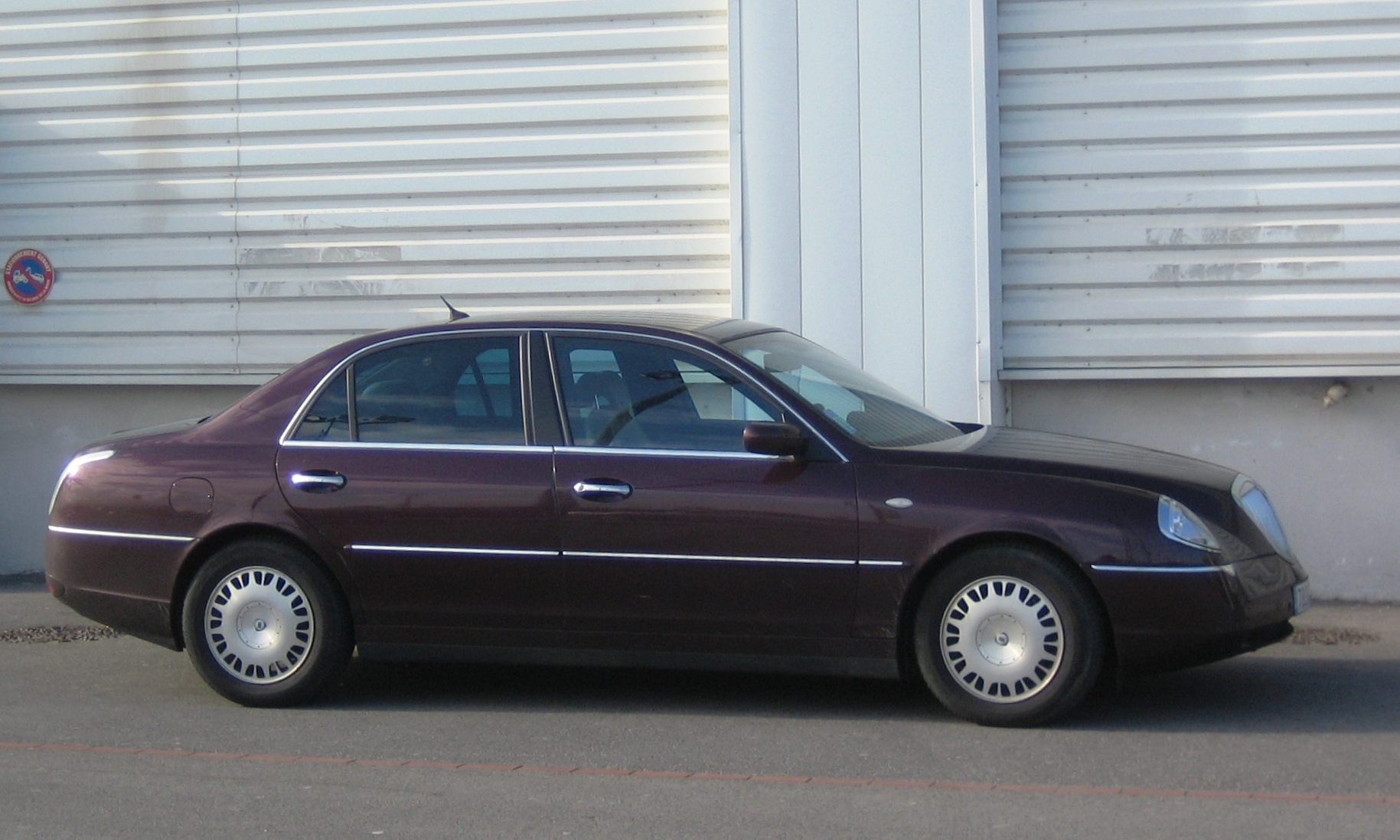
Lancia Thesis

Великі бампери та пропорційні передній і задній звиси допомагають посилити відчуття солідності, яке викликає автомобіль.

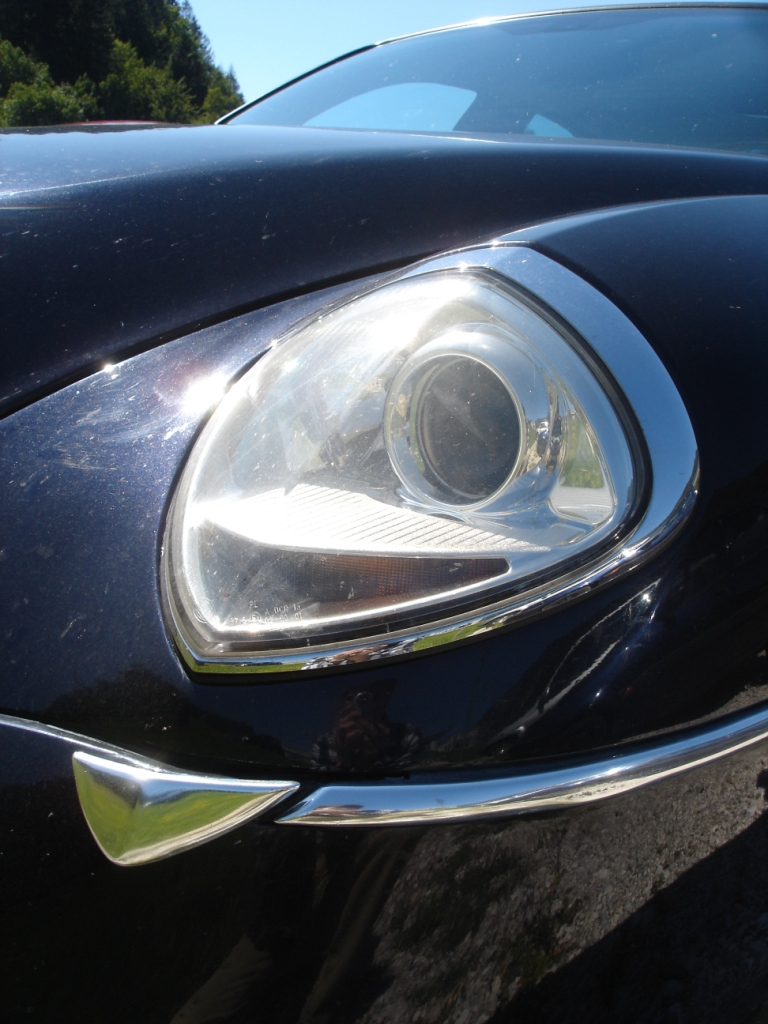
Фара та трикутний омивач фари Lancia Thesis

З боків і спереду тут і там лише ледь помітні натяки на хром. Тут: тонка нитка, що обрамляє довгу темну форму вікон, і дві вставки, що виділяють дверні ручки. Там: решітка радіатора, окантовка фар та трикутний омивач фар.
Вражаюча задня частина кузова доводить усі лінії та елементи, які формують Lancia Thesis, до логічного завершення.
Якщо дивитися ззаду, вбудований бампер залишає місце для вертикальних мотивів. Найважливішими з них є ребра, які спадають зі стійки та звужуються, щоб підкреслити тонкі та інноваційні світлодіодні задні ліхтарі до досконалості. Удень вони виглядають як дві стримані хромовані прикраси, вночі ж це червоні та помаранчеві смуги шириною в один сантиметр, які роблять автомобіль унікальним і його відразу впізнають навіть на автомагістралі.
Над задньою частиною домінує місткий піднятий багажник. Це відображає поперечний гребінь, який додає нотку чіткості плавному контуру. Кришка багажника містить відділення для номерного знака з хромованими окантовками та вбудованими ліхтарями заднього ходу. Багажник досить великий та має об'єм 400 літрів.
Найбільш оснащені версії мають датчики паркування, вбудовані в бампер (або як опція). 
Thesis пропонує палітру з 12 різних кольорів кузову. Фарби не "металік" – синій Lancia та чорний Donatello. "Металік": бордо Tintoretto, сірий Palladio, Botticelli, Tiepolo або Cellini, зелений Leonardo, синій Canaletto, Raphael або Michelangelo та чорний Caravaggio.

### Інтер’єр
Інтер’єр Lancia Thesis демонструє явний крок вперед порівняно з Lancia Kappa як у якості, так і в стилі. Дизайн панелі приладів менш складний, а також більш традиційний у встановленні елементів керування. У центральній частині ми знаходимо екран мультимедійної системи, в якій за окрему плату може бути вбудовано супутникову навігаційну систему Connect, телефон GSM і телебачення. В нижній частині є відділення, яке приховує відсік для магнітоли або навігатора. 

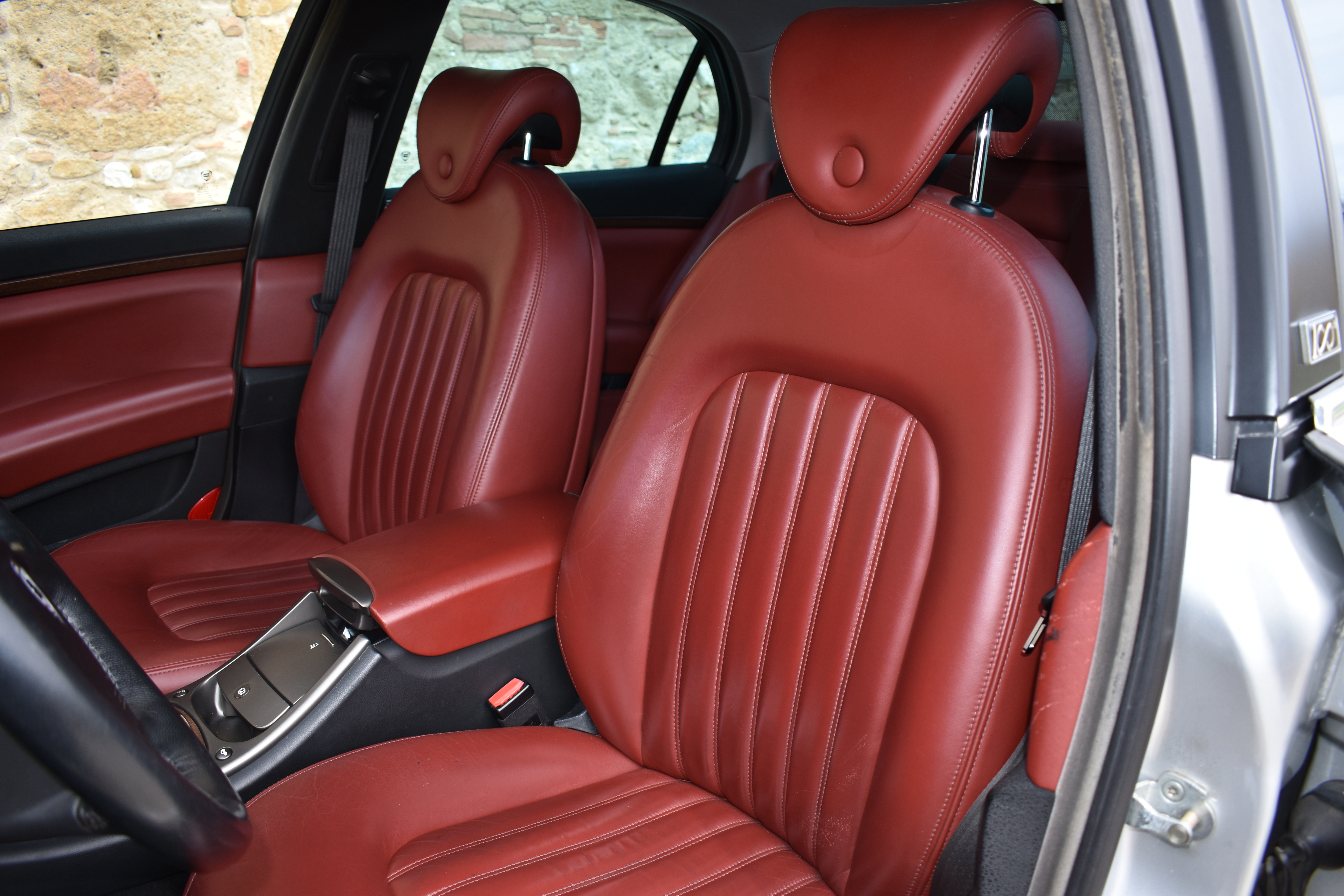
Інтер’єр зі шкіри Pelle Frau доступний на Thesis Centenario

Система кондиціонування повітря повністю автоматична з двома або трьома (опція) зонами, з елементами керування та задніми дифузорами. Панель приладів складається з чотирьох круглих покажчиків плюс екран бортового комп’ютера, а також має аналоговий індикатор миттєвої витрати палива. 
Ручка коробки передач обшита шкірою та деревом, а поруч із нею розташовано охолоджуваний підстаканник, елементи управління різними регуляторами тяги та керування електричним ручним гальмом. Магазин на шість компакт-дисків розташований у бардачку, який відкривається електрично. Рульове колесо вкрите шкірою та містить елементи керування радіо та телефоном, якщо він є стандартним обладнанням. 
Ще однією особливістю є наявність шторки заднього скла, яка електрично керується заднім пасажиром за допомогою кнопки на задньому підлокітнику, або водієм кнопкою поруч із важелем коробки передач. Значна частина панелі приладів і дверей оздоблена червоним деревом, магнієм і шкірою. 
Матеріал обивки салону доступний із трьох основних варіантів: шкіра, алькантара або вовна Panno Lancia (бежевий, сірий або блакитний кольори для всіх варіантів). Як опція доступний варіант шкіра Poltrona Frau Nappa (в кольорах антрацит і тютюн). Підголівники мають форму сідла або раковини. Передні сидіння адаптуються за допомогою повітряних подушок до форми тіла та регулюються електрично, як і кермо. 
Аудіосистемою топових версій була Hi-Fi Bose Sound System із зарядним пристроєм, вісьмома динаміками та потужністю 300 Вт. Електричний люк із сонячними батареями доступний як опція.

## Двигуни
На момент запуску Thesis був доступний з гамою двигунів, що складалася з трьох бензинових і дизельного Common Rail. 
Найменшим за об’ємом двигуном був п’ятициліндровий бензиновий двигун 2.0 Turbo Soft 20V виробництва FMA Pratola Serra. Це двигун з турбокомпресором, який забезпечує хорошу продуктивність завдяки потужності 185 к.с. при 5500 об. та може проїхати 9,0 км на 1 літрі палива в змішаному режимі. Поєднувався з 6-ступінчастою механічною коробкою передач та відповідав стандарту Євро 3, а після рестайлінгу 2004 року Євро 4.
Від двигуна 2.0 походить більший за об’ємом 2.4 20V без наддуву з п’ятьма циліндрами здатний видавати 170 к.с. при 6000 об/хв. Конструкція має систему розподілу з чотирма клапанами на циліндр з електронним уприскуванням, як і в меншого двигуна 2,0. Двигун 2.4 20V також вироблявся FMA Pratola Serra. Стандартно він оснащений 6-ступінчастою механічною коробкою передач, але на замовлення можна було оснастити також 5-ступінчастою секвентальною автоматичною коробкою передач Comfortronic.
У верхній частині лінійки є 3,0-літровий 24-клапанний бензиновий двигун V6 Busso виробництва Alfa Romeo 3.0 V6 24V Comfortronic, здатний розвивати максимальну потужність 215 к.с. Це гарантує більше, ніж спортивні характеристики завдяки максимальній швидкості 234 км/год та розгону від 0 до 100 км/год за 9,2 сек. Експлуатаційні витрати високі, частково через значну вагу Thesis, оснащеного цим двигуном, а частково завдяки наявності автоматичної коробки передач. 
У 2004 році 3,0-літровий двигун був знятий з виробництва та замінений більш потужним 3.2 V6 24V Comfortronic, який все ще належав до сімейства двигунів Busso. Він здатний видавати 230 к.с. при 6200 об/хв, пропонуючи максимальну швидкість 240 км/год з розгоном до 100 км/год  за 8,8 с. Виробництво цього двигуна припинилося в 2007 році.
Дизельним двигуном, доступним на момент початку виробництва, був тільки 10-клапанний 2.4 JTD 10V, оснащений системою прямого вприскування Common Rail і турбокомпресором зі змінною геометрією (з інтеркулером), 5 циліндрами в ряд та по 2 клапана на циліндр. Максимальна потужність становить 150 к.с., максимальна швидкість 210 км/год і максимальний крутний момент 305 Нм при 1800 об/хв. Поєднувався з 6-ступінчастою механічною коробкою передач. Знятий з виробництва в 2005 році.
У 2003 році був представлений новий 2.4 Multijet 20V, еволюція попереднього JTD, але вже з 4 клапанами на циліндр. Таким чином, максимальна потужність була збільшена до 175 к.с. при 4000 об/хв. Потужність, хоч і покращена порівняно з попередником, не гарантувала спортивних результатів, але автомобіль все ще був орієнтований на комфорт: у поєднанні з 6-ступінчастою механічною коробкою передач він міг досягти максимальної швидкості 225 км/год, а з 5-ступ. автоматичною коробкою Comfortronic - 220 км/год. Розгін від 0 до 100 км/год відбувався за 9,8 секунди на механічній коробці і за 10,2 секунди на автоматі. Випускався до 2006 року.
Покращена версія 2.4 Multijet 20V 185 Comfortronic була представлена в 2006 році, видавала 185 к. с. і відповідала нормам Євро 4 завдяки стандартному активному сажовому фільтру. Новий Multijet поєднувався лише з автоматичною коробкою передач Comfortronic. Переваги цього двигуна були в зменшенні споживання палива, і в той же час збільшення максимальної потужності. Випускався до кінця виробництва моделі в 2009 році.
| Модель                            | Тип КПП | Компоновка та паливо | Робочий об'єм, cm³ | Потужність         | Крут. момент          | Роки виробництва | Макс. швидкість (км/год) | Розгін до 100 км/год, сек. | Витрата палива, пробіг км на 1 л. |
| --------------------------------- | ------- | -------------------- | ------------------ | ------------------ | --------------------- | ---------------- | ------------------------ | -------------------------- | --------------------------------- |
| 2.0 Turbo Soft 20V                | Мех.    | 5 цил. в ряд, бензин | 1998               | 136 кВт (185 к.с.) | 308 Нм при 2200 об/хв | 2002-2007        | 224                      | 8,9                        | 9,0                               |
| 2.4 20V                           | Мех.    | 5 цил. в ряд, бензин | 2446               | 125 кВт (170 к.с.) | 226 Нм при 3500 об/хв | 2002-2007        | 215                      | 9,5                        | 10,3                              |
| 2.4 20V Comfortronic              | Авт.    | 5 цил. в ряд, бензин | 2446               | 125 кВт (170 к.с.) | 226 Нм при 3500 об/хв | 2002-2007        | 217                      | 10,9                       | 9,1                               |
| 3.0 V6 24V Comfortronic           | Авт.    | 6 цил. V, бензин     | 2959               | 158 кВт (215 к.с.) | 263 Нм при 5000 об/хв | 2002-2007        | 234                      | 9,2                        | 7,3                               |
| 3.2 V6 24V Comfortronic           | Авт.    | 6 цил. V, бензин     | 3179               | 169 кВт (230 к.с.) | 289 Нм при 4800 об/хв | 2004-2007        | 240                      | 8,8                        | 6,7                               |
| 2.4 JTD 10V                       | Мех.    | 5 цил. в ряд, дизель | 2387               | 110 кВт (150 к.с.) | 305 Нм при 1800 об/хв | 2002-2005        | 206                      | 10,1                       | 12,2                              |
| 2.4 Multijet 20V                  | Мех.    | 5 цил. в ряд, дизель | 2387               | 129 кВт (175 к.с.) | 380 Нм при 2200 об/хв | 2003-2006        | 225                      | 9,8                        | 13,3                              |
| 2.4 Multijet 20V Comfortronic     | Авт.    | 5 цил. в ряд, дизель | 2387               | 129 кВт (175 к.с.) | 330 Нм при 2000 об/хв | 2003-2006        | 220                      | 10,2                       | 11,3                              |
| 2.4 Multijet 20V 185 Comfortronic | Авт.    | 5 цил. в ряд, дизель | 2387               | 136 кВт (185 к.с.) | 330 Нм при 1750 об/хв | 2006-2009        | 222                      | 9,7                        | 12,1                              |

## Трансмісія

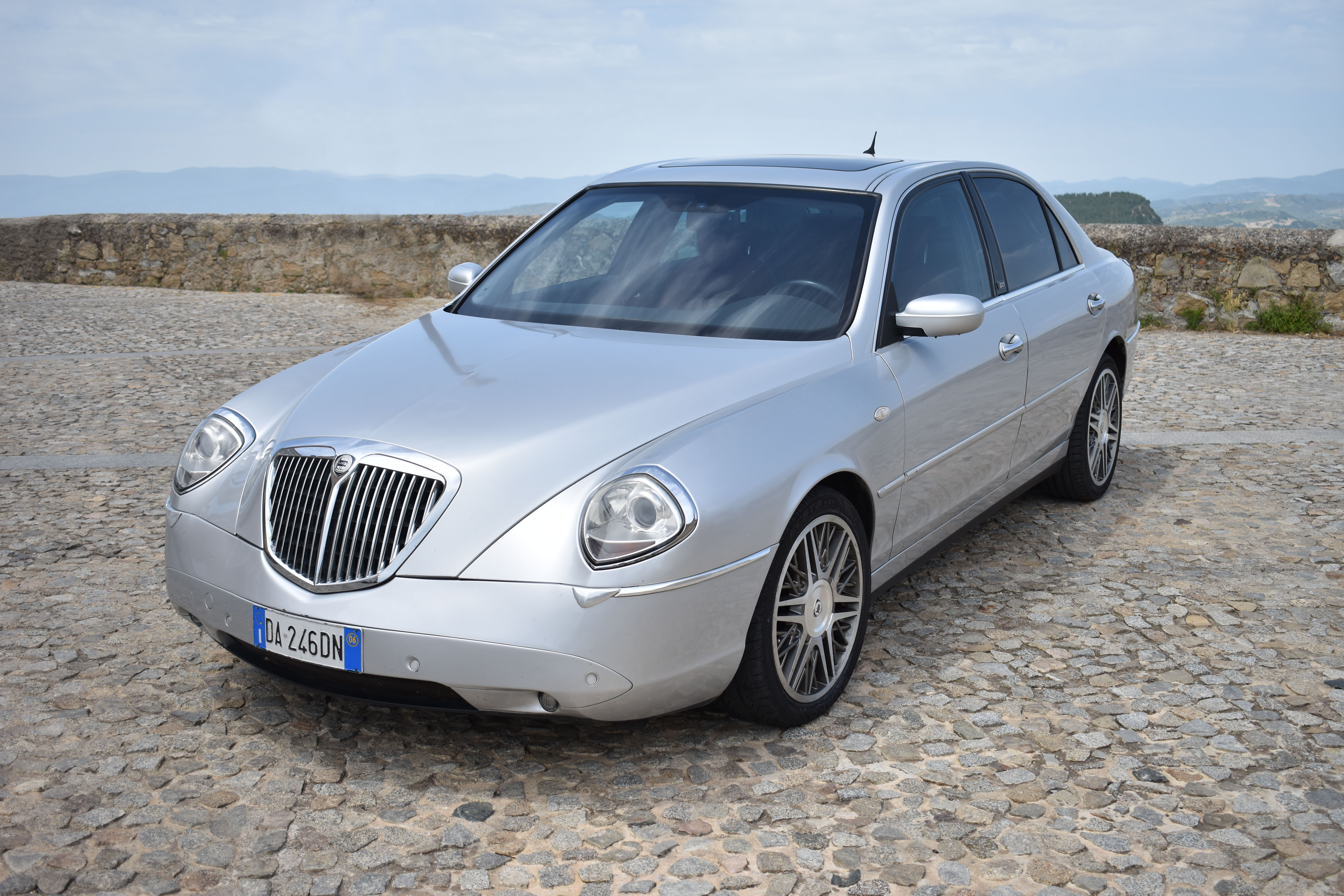
Lancia Thesis Centenario - колір Grigio Palladio

Коробок передач може бути дві: 6-ступінчаста механічна та 5-ступінчаста автоматична, які вирізняються своєю витонченою інноваційною технологією.
5-ступінчаста АКПП, зокрема, це дві коробки передач в одній. Ви можете використовувати звичайні положення P, R, N і D, переміщуючи важель від себе або до себе. Однак у положенні D ви можете перемістити важіль ліворуч у зони, позначені «плюс» і «мінус», і КПП перейде на секвентальну механічну коробку передач. Для водія це означає можливість скористатися повним діапазоном передач із вказівками від блоку керування (звуком зумера та попередженням на панелі керування), якщо обороти двигуна надто високі чи надто низькі. Плюс свобода звичайної механічної коробки передач, включаючи можливість рушити на другій або третій передачі, коли автомобіль стоїть на слизькій дорозі.
АКПП поставляється з двигунами V6 як єдиний варіант, а всі інші силові агрегати (окрім 2.0 Turbo Soft 20V) можуть комплектуватися обома типами. Модель, в назві якої є слово Comfortronic, означає комплектування автоматичною коробкою.

## Підвіска
Спереду автомобіль оснащений системою Multilink з віртуальною віссю рульового керування і заднью багатоважільною підвіскою.  
Передня підвіска є розвитком традиційної компоновки з подвійними важелями, яка використовує п’ять ланок для керування рухом колеса. Задня  підвіска з важелями з алюмінію, сталі та чавуну забезпечує пасивне керування задніми колесами. 
Амортизація має напівактивну систему «Skyhook» (так називається, тому що дозволяє автомобілю рухатися так, ніби він підвішений до неба), яка значно покращує якість їзди. Розроблена компанією Mannesmann-Sachs, вона має 6 датчиків, які визначають відносну швидкість переміщення кузова відносно колес. Миттєві дані датчиків оброблюються блоком керування і кожен амортизатор регулюється окремо, що дозволяє системі щомиті гальмувати вертикальний рух автомобіля. Клапани амортизаторів у системі контролюються електронним блоком керування, який перевіряє такі фактори, як навантаження, дорожні умови, рух автомобіля та реакції водія. Це дає змогу системі «Skyhook» за кілька мілісекунд вибрати налаштування амортизації з нескінченно можливого діапазону, які найкраще відповідають миттєвим дорожнім умовам.

## Гальмівна система
Вентильвані гальмівні диски встановлені на всіх колесах. Діаметр спереду 305 мм, ззаду - 281 мм.
Активна безпека включає ESP (Electronic Stability program - електронна програма стабілізації), яка контролює різні параметри для визначення повороту та коригує будь-який надмірний рух шляхом гальмування окремих коліс або зменшення потужності двигуна. Контроль тяги (ASR/MSR) реагує на пробуксовку обох коліс або одного колеса (в останньому випадку результат схожий на диференціал обмеженого тертя). ABS і EBD (електронний розподіл гальм) контролюють ступінь гальмування коліс, тим самим зменшують ймовірність того, що водій втратить контроль над автомобілем.
Автоматичне ручне гальмо (EPB або Electronic Parking Brake) вмикається щоразу, коли автомобіль зупиняється, а також має кнопку на центральній консолі для ручного керування.